# US 708
US 708은 1982년에 발견된 항성이다. O형 주계열성에 속하는 항성이다.

## 특징
US 708은 우리은하의 후광에 있는 큰곰자리에 있는 초고속 O급 하위 왜성이다. 은하계에서 가장 빠르게 움직이는 별 중 하나인 이 별은 1982년에 처음으로 발견되어 조사되었다. US 708은 1982년애 피터 어셔 (Peter Usher)와 펜실베니아 주립 대학의 동료들에 의해 은하수 후광에서 희미한 푸른 물체로 처음 발견되었다. 슬론 디지털 스카이 서베이(SDSS)는 2005년에 별을 다시 측정했다. 지구로부터는 대략 12000 광년 떨어진 곳에 위치하고 있다. 2015년애 유럽 남방 천문대의 스테판 가이어(Stephan Geier)는 사이언스(Science)에 별의 속도가 1,200km/s(4,300,000km/h; 2,700,000mph)로 은하계에서 기록된 최고 수준이라고 보고한 팀을 이끌었다. 이 별의 빠른 속도는 원래 은하 중심에 있는 거대한 블랙홀에 의해 발생한 것으로 의심되었다. 그러나 이제 별은 약 14,9만 년 전에 은하 원반을 통과했음에 틀림없으므로 은하 중심에서 온 것이 아니라는 것이 밝혀졌다. 따라서 현재 별이 가지고 있는 속도는 블랙홀에 기인하지 않을 수 있다. 그러나 더 가까운 연구에 따르면 그것은 한 쌍의 가까운 쌍성들의 한 요소였음을 시사했다. [<>] 그 동반자는 US 708이 적색거성 단계에 들어갔을 때 이미 백색왜성 단계에 들어갔다. 동반자가 US 708의 외층에서 가스를 가져옴에 따라 각각의 궤도가 변경되었다. 그런 다음 동반자는 초신성으로 갈 수 있을 만큼 충분한 질량을 얻었고 이로 인해 US 708은 우리 은하 중심에 있는 블랙홀이 아니라 우리은하의 외곽을 향해 빠른 속도로 날아갔다. 새로운 관측의 배후에 있는 팀은 그것이 궤도 주기가 10분 미만인 대략 태양 질량의 백색왜성을 공전하고 있었다고 제안한다. 이 별은 근처의 동반 별의 상호 작용에 의해 형성되는 것으로 추정되는 고속 회전하는 밀도가 높은 헬륨 별이다. 이 별들은 수소 외피를 잃은 거대한 별의 잔해인 헬륨으로 구성되어 있습니다. 독수리의 연구팀은 이 별을 "은하계에서 가장 빠른 결합되지 않은 별"로 묘사하고 하와이의 10미터 켁 II 망원경에 부착된 에첼레트 분광기와 이미저를 사용했다. 그 속도는 우리 은하의 탈출 속도를 초과한다.

## 같이 보기
- 항성
- O형 주계열성